# Néochrome
 (janvier 2012).
Si vous disposez d'ouvrages ou d'articles de référence ou si vous connaissez des sites web de qualité traitant du thème abordé ici, merci de compléter l'article en donnant les références utiles à sa vérifiabilité et en les liant à la section « Notes et références ».
Néochrome est un label indépendant de rap français créé par Loko et Yonea en 1998.

## Historique
C'est en 1998 que Néochrome (nb: né au chrome/micro) fait son entrée dans le paysage du rap français en sortant sa première mixtape éponyme en format cassette. Celle-ci réunira de nombreux artistes (connus ou non), laissant exprimer leurs talents respectifs. Fort de son succès, Néochrome enchaînera avec un second volume en 1999 puis un troisième en 2001 invitant de plus en plus d'artistes comme Booba, Rohff, Diam's pour ne citer qu'eux.
Ces projets qui ont permis de faire connaître des nouveaux talents pousseront Néochrome à se consacrer à les dénicher, les développer et les promouvoir.
De ce fait, Néochrome qui repéra Sinik lors de son apparition sur la seconde mixtape, le produira et sortira son premier street album "En attendant l'album" en 2004, suivi du parcours qu'on lui connaît. Cette même année, Néochrome lancera le premier projet de Seth Gueko "Mains Sales", mais aussi celui d'Adès "Âme et Conscience".
Encouragé par la demande et l'enthousiasme du public, Néochrome sortira en 2005 le premier album de Seth Gueko "Barillet Plein" avec le classique "Patate de forain" featuring Sefyu. De là, Néochrome concentrera sa priorité sur Seth Gueko, ce qui donnera lieu à la sortie de cinq autres albums dont deux parus chez EMI[réf. nécessaire] à la suite de sa signature en 2008 chez Hostile Records (EMI).
Entre 2005 et 2011, Néochrome développe également d'autres artistes tels que Zekwé Ramos, AlKpote, Unité 2 Feu et collabore avec d'autres (Grödash, Nysay, Balastik Dogg, Farage...) enchaînant ainsi les sorties d'albums, un peu plus d'une quarantaine à ce jour (31 décembre 2011).
La récente signature de Néochrome est West, un rappeur de Casablanca, et qui a lancé "Nicotine", produit par Hades. 
Cette discographie et ce parcours comptent plusieurs artistes pour qui Néochrome a servi de tremplin dans la poursuite de leurs carrières.

## Discographie
- 1998 : Néochrome Mixtape Vol.1
- 2000 : Néochrome Mixtape Vol.2
- 2003 : Néochrome Mixtape Vol.3
- 2004 : Seth Gueko "Mains sales"
- 2004 : Adès "Âme & Conscience"
- 2005 : Néochrome collector
- 2004 : Sinik "En attendant l'album"
- 2005 : Seth Gueko "Barillet Plein"
- 2006 : Néochrome Hall Stars vol.1
- 2006 : Grödash "Illegal Muzik"
- 2006 : Nysay "Au Pied Du Mur"
- 2004 : Adès "Chasse à l'homme"
- 2006 : Unité 2 Feu "Haine, Misère & Crasse"
- 2007 : Seth Gueko "Patate de Forain"
- 2007 : Get on the Floor
- 2007 : Samat & Larsen "La Rafale vol.1"
- 2007 : Six Coups MC : À prendre ou à laisser
- 2007 : Various Artists "Paroles d'Escrocs"
- 2007 : AlKpote "Sucez-moi avant l'album"
- 2007 : Neochrome instrus Vol.1
- 2007 : "Rap de Banlieusard Vol.1 Spécial AlKpote"
- 2007 : "Rap de Banlieusard Vol.2 Spécial Joe Lucazz"
- 2008 : AlKpote "L'Empereur"
- 2008 : Unité 2 Feu "La Ténébreuse Mixtape"
- 2008 : Neochrome instrumental Vol.2
- 2008 : Seth Gueko "Drive-by en Caravane"
- 2008 : Seth Gueko "Les Fils de Jack Mess"
- 2008 : Nysay "Si si la famille"
- 2008 : "Rap de Banlieusard Vol.3 Spécial Zekwé Ramos"
- 2008 : Farage "L'instinct du Bitume"
- 2008 : Salif "Prolongations"
- 2009 : Farage "Témoin du Mal"
- 2009 : 25G "Cabochards"
- 2009 : AlKpote "Alkpote & La Crème du 91"
- 2009 : Seth Gueko "La Chevalière"
- 2010 : AlKpote "AlKpote & La Crème d'Ile-2-France"
- 2010 : Bilel "Qui Vivra Verra"
- 2011 : Seth Gueko "Michto"
- 2011 : Balastik Dogg "Uzi du 93 Gâchette vol.2"
- 2011 : Zekwé Ramos "Seleção"
- 2012 :  Alkpote "L’empereur contre-attaque"
- 2012 : Néochrome Hall Stars GAME
- 2013 : Seth Gueko "Bad Cowboy"
- 2013 : Mazterchef Muzik Vol.1 (digitape Néochrome)
- 2014 : Alkpote "Orgasmixtape"
- 2014 : Zekwé Ramos "Seleção 2.0"
- 2014 : Jason Voriz "Brute épaisse"
- 2015 : Joe Lucazz "No Name"
- 2015 : Alkpote "Orgasmixtape vol.2"
- 2015 : BiZZmakers "Le Double Z"
- 2015 : Napo "#Relo 1"
- 2015 : Seth Gueko "Professeur Punchline"
- 2016 : Guezess " Que du noir aux pieds"
- 2016 : Compilation "Microbes Saison 1"
- 2016 : Compilation "Tirs Groupés vol.2"
- 2016 : Napo "#Relo 2"
- 2016 : Seth Gueko "Barlou"
- 2016 : Billy Joe "La petite maison de la tuerie"
- 2016 : West "Overdose"

## Filmographie
- 2008: Cramé, Street film réalisé par Jean-Pascal Zadi